# لعويسات (أولاد بركة)
لعويسات هو دُوَّار يقع بجماعة أولاد سلمان، إقليم آسفي، جهة مراكش آسفي في المملكة المغربية. ينتمي الدوّار لمشيخة أولاد بركة التي تضم 7 دواوير. يقدر عدد سكانه بـ 368 نسمة حسب الإحصاء الرسمي للسكان والسكنى لسنة 2004.

## روابط خارجية
- البوابة الوطنية للجماعات الترابية نسخة محفوظة 12 مارس 2018 على موقع واي باك مشين.
- المندوبية السامية للتخطيط